# 두일초등학교
두일초등학교는 대한민국 경기도 파주시에 있는 공립 초등학교이다.

## 학교 연혁
- 2006.04.20 두일초등학교 개교(6학급)
- 2006.04.20 초대 최영자 교장선생님 취임
- 2007.02.15 제1회 졸업식(졸업생 26명)
- 2007.03.02 입학식(7학급 240명)
- 2008.02.22 제2회 졸업식(졸업생 48명, 총 졸업생 74명)
- 2008.11.20 두일초등학교 부설영재학급 승인
- 2009.02.16 제3회 졸업식(졸업생 63명, 총 졸업생 137명)
- 2009.03.01 제2대 김재호 교장선생님 취임
- 2009.07.15 교과부 사교육절감형창의학교 지정
- 2010.02.10 제4회 졸업식(졸업생 92명, 총 졸업생 229명)
- 2011.02.17 제5회 졸업식(졸업생 98명, 총 졸업생 327명)
- 2011.09.01 교과부 사교육절감형창의학교 재지정(2009~2011)
- 2012.02.17 제6회 졸업식(졸업생 87명, 총 졸업생 414명)
- 2012.03.01 통일교육 시범학교 지정(2012~2013)
- 2013.02.14 제7회 졸업식(졸업생 126명, 총 졸업생 540명)
- 2014.02.14 제8회 졸업식(졸업생 97명, 총 졸업생 637명)
- 2014.03.01 제3대 한승덕 교장선생님 취임
- 2014.03.01 도농교류협력사업(농림부), 텃밭 활용을 통한 식생활 개선(농림진흥재단), 생태 환경교육(파주시청)
- 2015.03.01 도농교류협력사업(농림부), 생태 환경교육(파주시청), 경기도 지정 주제 체험학습장 운영
- 2016.02.03 제10회 졸업식(졸업생 110명, 총 졸업생 956명)
- 2016.03.01 24학급 편성(특수학급 포함), 교육부지정 인성교육 시범학교 지정
- 2017.03.01 제4대 육병구 교장선생님 취임
- 2017.03.01 24학급 편성(특수학급 포함)